# Phorotrophus maculiceps
Phorotrophus maculiceps är en stekelart som först beskrevs av André Seyrig 1932.  Phorotrophus maculiceps ingår i släktet Phorotrophus och familjen brokparasitsteklar. Inga underarter finns listade i Catalogue of Life.